# Santa Inés en Agonía (título cardenalicio)
Santa Inés en Agonía es un título cardenalicio diaconal de la Iglesia Católica. Fue instituido por el papa Juan Pablo II en 1998.
El papa León X creó el título presbiteral el 6 de julio de 1517, motivado por el considerable aumento del número de cardenales tras el consistorio del 1 de julio de 1517. El papa Inocencio XI suprimió el título el 5 de octubre de 1654 y fue trasladado al título de Santa Inés Extramuros.

## Titulares
- Lorenzo Antonetti (21 de febrero de 1998 - 1 de marzo de 2008); título pro hac vice (1 de marzo de 2008 - 10 de abril de 2013)
- Gerhard Ludwig Müller (22 de febrero de 2014 - 1 de julio de 2024); título pro hac vice desde el 1 de julio de 2024

## Titulares presbíteros
- Benedetto Caetani, diaconía in commendum pro illa vice (22 de septiembre de 1291 - 24 de diciembre de 1294) Elegido papa Bonifacio VIII
- Andrea della Valle (6 de julio de 1517 - 27 de marzo de 1525)
- Vacante (1525 - 1533)
- Claude de Longwy de Givry (10 de noviembre de 1533 - 9 de agosto de 1561)
- Pier Francesco Ferrero (10 de noviembre de 1561 - 7 de octubre de 1565)
- Vacante (1565 - 1570)
- Carlo Grassi (9 de junio de 1570 - 25 de marzo de 1571)
- Vacante (1571 - 1587)
- Antonio Maria Galli (14 de enero de 1587 - 30 de agosto de 1600)
- Vacante (1600 - 1605)
- Jacques du Perron (7 de enero de 1605 - 5 de septiembre de 1618)
- Vacante (1618 - 1621)
- Andrea Baroni Peretti Montalto (5 de mayo de 1621 - 24 de octubre de 1621)
- Ottavio Ridolfi (26 de octubre de 1622 - 7 de octubre de 1623)
- Vacante (1623 - 1628)
- Girolamo Colonna (28 de febrero de 1628 - 27 de junio de 1639)
- Girolamo Verospi (10 de febrero de 1642 - 5 de enero de 1652)
- Baccio Aldobrandini (12 de marzo de 1652 - 5 de octubre de 1654)
- Título suprimido en 1654